# Segunda Categoría de Los Ríos 2019
El Campeonato Provincial de Segunda Categoría de Los Ríos 2019 fue un torneo de fútbol en Ecuador en el cual compitieron equipos de la Provincia de Los Ríos. El torneo fue organizado por Asociación de Fútbol Profesional de Los Ríos (AFNALR) y avalado por la Federación Ecuatoriana de Fútbol. El torneo empezó el 6 de abril de 2019 y finalizó el 20 de julio de 2019. Participaron 15 clubes de fútbol y entregó 2 cupos al zonal de ascenso de la Segunda Categoría 2019 por el ascenso a la Serie B, además el campeón provincial clasificó a la primera fase de la Copa Ecuador 2020.

## Sistema de campeonato
El sistema determinado por la Asociación de Fútbol Profesional de Los Ríos fue el siguiente:
- Primera etapa: Los 15 clubes se dividieron en 3 grupos de 5 clubes, jugaron todos contra todos, los dos clubes que terminaron primeros en cada grupo clasificaron a la liguilla final (hexagonal final).

- Liguilla final: Los 6 clubes clasificados jugaron todos contra todos, el club que finalizó primero fue coronado el campeón provincial, el que finalizó segundo fue vicecampeón; los dos clubes clasificaron a los zonales de ascenso, torneo organizado por la Federación Ecuatoriana de Fútbol.[1][2]

## Equipos participantes
| Equipos participantes                        | Equipos participantes | Equipos participantes                               |
| -------------------------------------------- | --------------------- | --------------------------------------------------- |
|                                              |                       |                                                     |
| Equipo                                       | Ciudad                | Estadio                                             |
| Club Deportivo Corinthians                   | El Empalme            | Estadio de la Liga Deportiva Cantonal de El Empalme |
| Club Social y Deportivo Mocache              | Mocache               | Estadio Municipal de Mocache                        |
| Club Deportivo Ciudad de Quevedo             | Quevedo               | Estadio 7 de Octubre                                |
| Club Deportivo Fiorentina                    | Vinces                | Estadio Municipal 14 de Junio                       |
| Independiente Fútbol Club                    | Babahoyo              | Estadio Rafael Vera Yépez                           |
| Fútbol Club Insutec                          | Quevedo               | Estadio 7 de Octubre                                |
| Club Deportivo Montry                        | Valencia              | Estadio Municipal de Valencia                       |
| Club Deportivo Nápoli                        | Valencia              | Estadio Municipal de Valencia                       |
| Club Social, Cultural y Deportivo San Camilo | Quevedo               | Estadio 7 de Octubre                                |
| Club Social, Cultural y Deportivo Patria     | Buena Fe              | Estadio de la Liga Deportiva Cantonal de Buena Fe   |
| Club Social Deportivo Río Babahoyo           | Babahoyo              | Estadio Rafael Vera Yépez                           |
| Club Deportivo River Fútbol Club             | Ventanas              | Estadio de la Liga Deportiva Cantonal de Ventanas   |
| Club Social Cultural y Deportivo Quevedo     | Quevedo               | Estadio 7 de Octubre                                |
| Club Sport Venecia                           | Babahoyo              | Estadio Rafael Vera Yépez                           |
| Club Deportivo Vendaval Fluminense           | Babahoyo              | Estadio Rafael Vera Yépez                           |

## Equipos por cantón
| Cantón     | N.º | Equipos                                                              |
| ---------- | --- | -------------------------------------------------------------------- |
| Babahoyo   | 4   | - Independiente F. C. - Río Babahoyo - Venecia - Vendaval Fluminense |
| Quevedo    | 4   | - San Camilo - Deportivo Quevedo - F. C. Insutec - Ciudad de Quevedo |
| Valencia   | 2   | - Nápoli - Deportivo Montry                                          |
| Ventanas   | 1   | - River F. C.                                                        |
| Vinces     | 1   | - Fiorentina                                                         |
| Mocache    | 1   | - Deportivo Mocache                                                  |
| Buena Fe   | 1   | - Patria                                                             |
| El Empalme | 1   | - Corinthians                                                        |

## Primera fase

### Grupo A

#### Clasificación
| Pos. | Equipo            | Pts. | PJ | G | E | P | GF | GC | Dif. | Clasificación   |
| ---- | ----------------- | ---- | -- | - | - | - | -- | -- | ---- | --------------- |
| 1    | Insutec           | 18   | 7  | 6 | 0 | 1 | 27 | 7  | +20  | Hexagonal final |
| 2    | Corinthians       | 18   | 7  | 6 | 0 | 1 | 20 | 7  | +13  | Hexagonal final |
| 3    | Deportivo Mocache | 8    | 7  | 2 | 2 | 3 | 7  | 11 | −4   |                 |
| 4    | Montry            | 7    | 7  | 2 | 1 | 4 | 9  | 23 | −14  |                 |
| 5    | Patria            | 1    | 8  | 0 | 1 | 7 | 6  | 21 | −15  |                 |

 Fuente: Aso Fútbol Los Ríos
Criterios de clasificación: 1) Puntos; 2) Diferencia de goles; 3) Goles marcados

#### Evolución de la clasificación
| Equipo / Jornada  | 01 | 02 | 03 | 04 | 05 | 06 | 07 | 08 | 09 | 10 |
| ----------------- | -- | -- | -- | -- | -- | -- | -- | -- | -- | -- |
| Insutec           | 2  | 1  | 1  | 1  | 1  | 1  | 1  | 1  | 1  | 1  |
| Corinthians       | 1  | 2  | 2  | 2  | 2  | 2  | 2  | 2  | 2  | 2  |
| Deportivo Mocache | 4  | 4  | 4  | 3  | 3  | 4  | 4  | 4  | 3  | 3  |
| Montry            | 5  | 5  | 5  | 5  | 4  | 3  | 3  | 3  | 4  | 4  |
| Patria            | 3  | 3  | 3  | 4  | 5  | 5  | 5  | 5  | 5  | 5  |

#### Resultados
| Corinthians       | 5 - 2  | Montry     | LDC de El Empalme    | 6 de abril | 16:00  |
| Deportivo Mocache | 0 - 2  | FC Insutec | Municipal de Mocache | 7 de abril | 15:00  |
| Libre:            | Patria | Patria     | Patria               | Patria     | Patria |

| Patria     | 1 - 1  | Deportivo Mocache | LDC de Buena Fe | 13 de abril | 15:00  |
| FC Insutec | 3 - 2  | Corinthians       | 7 de Octubre    | 13 de abril | 15:00  |
| Libre:     | Montry | Montry            | Montry          | Montry      | Montry |

| Montry      | 0 - 9             | FC Insutec        | 7 de Octubre      | 17 de abril       | 16:00             |
| Corinthians | 3 - 1             | Patria            | LDC de El Empalme | 17 de abril       | 16:00             |
| Libre:      | Deportivo Mocache | Deportivo Mocache | Deportivo Mocache | Deportivo Mocache | Deportivo Mocache |

| Patria            | 1 - 2       | FC Insutec  | LDC de Buena Fe      | 20 de abril | 15:00       |
| Deportivo Mocache | 1 - 0       | Montry      | Municipal de Mocache | 20 de abril | 15:00       |
| Libre:            | Corinthians | Corinthians | Corinthians          | Corinthians | Corinthians |

| Montry      | 2 - 1      | Patria            | 7 de Octubre      | 27 de abril | 16:00      |
| Corinthians | 2 - 0      | Deportivo Mocache | LDC de El Empalme | 27 de abril | 16:00      |
| Libre:      | FC Insutec | FC Insutec        | FC Insutec        | FC Insutec  | FC Insutec |

| Patria            | 0 - 2      | Montry      | LDC de Buena Fe      | 4 de mayo  | 15:00      |
| Deportivo Mocache | 0 - 3      | Corinthians | Municipal de Mocache | 4 de mayo  | 15:00      |
| Libre:            | FC Insutec | FC Insutec  | FC Insutec           | FC Insutec | FC Insutec |

| FC Insutec | 4 - 0       | Patria            | 7 de Octubre | 10 de mayo  | 16:00       |
| Montry     | 1 - 1       | Deportivo Mocache | 7 de Octubre | 11 de mayo  | 16:00       |
| Libre:     | Corinthians | Corinthians       | Corinthians  | Corinthians | Corinthians |

| Patria     | 0 - 3             | Corinthians       | LDC de Buena Fe   | 15 de mayo        | 15:00             |
| FC Insutec | 6 - 2             | Montry            | 7 de Octubre      | 15 de mayo        | 16:00             |
| Libre:     | Deportivo Mocache | Deportivo Mocache | Deportivo Mocache | Deportivo Mocache | Deportivo Mocache |

| Deportivo Mocache | 4 - 2  | Patria     | Municipal de Mocache | 18 de mayo | 15:00  |
| Corinthians       | 2 - 1  | FC Insutec | LDC de El Empalme    | 18 de mayo | 16:00  |
| Libre:            | Montry | Montry     | Montry               | Montry     | Montry |

| Montry     | -      | Corinthians       | No se programó | No se programó | No se programó |
| FC Insutec | -      | Deportivo Mocache | No se programó | No se programó | No se programó |
| Libre:     | Patria | Patria            | Patria         | Patria         | Patria         |

### Grupo B

#### Clasificación
| Pos. | Equipo            | Pts. | PJ | G | E | P | GF | GC | Dif. | Clasificación   |
| ---- | ----------------- | ---- | -- | - | - | - | -- | -- | ---- | --------------- |
| 1    | Deportivo Quevedo | 19   | 7  | 6 | 1 | 0 | 25 | 3  | +22  | Hexagonal final |
| 2    | Ciudad de Quevedo | 17   | 8  | 5 | 2 | 1 | 21 | 6  | +15  | Hexagonal final |
| 3    | Nápoli            | 12   | 7  | 4 | 0 | 3 | 9  | 7  | +2   |                 |
| 4    | San Camilo        | 4    | 7  | 1 | 1 | 5 | 3  | 15 | −12  |                 |
| 5    | River             | 0    | 7  | 0 | 0 | 7 | 2  | 29 | −27  |                 |

 Fuente: Aso Fútbol Los Ríos
Criterios de clasificación: 1) Puntos; 2) Diferencia de goles; 3) Goles marcados

#### Evolución de la clasificación
| Equipo / Jornada  | 01 | 02 | 03 | 04 | 05 | 06 | 07 | 08 | 09 | 10 |
| ----------------- | -- | -- | -- | -- | -- | -- | -- | -- | -- | -- |
| Deportivo Quevedo | 1  | 3  | 2  | 1  | 1  | 1  | 1  | 1  | 1  | 1  |
| Ciudad de Quevedo | 3  | 4  | 4  | 3  | 2  | 2  | 2  | 2  | 2  | 2  |
| Nápoli            | 4  | 2  | 1  | 2  | 3  | 3  | 3  | 3  | 3  | 3  |
| San Camilo        | 2  | 1  | 3  | 4  | 4  | 4  | 4  | 4  | 4  | 4  |
| River             | 5  | 5  | 5  | 5  | 5  | 5  | 5  | 5  | 5  | 5  |

#### Resultados
| River FC          | 1 - 2             | San Camilo        | LDC de Ventanas   | 7 de abril        | 15:00             |
| Deportivo Quevedo | 3 - 2             | Nápoli            | 7 de Octubre      | 7 de abril        | 16:00             |
| Libre:            | Ciudad de Quevedo | Ciudad de Quevedo | Ciudad de Quevedo | Ciudad de Quevedo | Ciudad de Quevedo |

| San Camilo | 1 - 1             | Ciudad de Quevedo | Municipal de Mocache  | 13 de abril       | 16:00             |
| Nápoli     | 4 - 1             | River FC          | Municipal de Valencia | 14 de abril       | 15:00             |
| Libre:     | Deportivo Quevedo | Deportivo Quevedo | Deportivo Quevedo     | Deportivo Quevedo | Deportivo Quevedo |

| Ciudad de Quevedo | 1 - 1    | Deportivo Quevedo | Municipal de Valencia | 17 de abril | 16:00    |
| San Camilo        | 0 - 1    | Nápoli            | Municipal de Mocache  | 17 de abril | 16:00    |
| Libre:            | River FC | River FC          | River FC              | River FC    | River FC |

| Deportivo Quevedo | 3 - 0  | San Camilo        | 7 de Octubre    | 21 de abril | 15:00  |
| River FC          | 0 - 4  | Ciudad de Quevedo | LDC de Ventanas | 21 de abril | 15:00  |
| Libre:            | Nápoli | Nápoli            | Nápoli          | Nápoli      | Nápoli |

| River FC          | 0 - 3      | Deportivo Quevedo | LDC de Ventanas       | 27 de abril | 16:00      |
| Ciudad de Quevedo | 2 - 0      | Nápoli            | Municipal de Valencia | 28 de abril | 15:00      |
| Libre:            | San Camilo | San Camilo        | San Camilo            | San Camilo  | San Camilo |

| Nápoli            | 0 - 1      | Ciudad de Quevedo | Municipal de Valencia | 5 de mayo  | 15:00      |
| Deportivo Quevedo | 8 - 0      | River FC          | 7 de Octubre          | 5 de mayo  | 16:00      |
| Libre:            | San Camilo | San Camilo        | San Camilo            | San Camilo | San Camilo |

| Ciudad de Quevedo | 7 - 0  | River FC          | Municipal de Valencia | 10 de mayo | 16:00  |
| San Camilo        | 0 - 3  | Deportivo Quevedo | 7 de Octubre          | 12 de mayo | 15:00  |
| Libre:            | Nápoli | Nápoli            | Nápoli                | Nápoli     | Nápoli |

| Nápoli            | 1 - 0    | San Camilo        | Municipal de Valencia | 15 de mayo | 16:00    |
| Deportivo Quevedo | 4 - 0    | Ciudad de Quevedo | 7 de Octubre          | 16 de mayo | 16:00    |
| Libre:            | River FC | River FC          | River FC              | River FC   | River FC |

| Ciudad de Quevedo | 5 - 0             | San Camilo        | Municipal de Valencia | 19 de mayo        | 15:00             |
| River FC          | 0 - 1             | Nápoli            | LDC de Ventanas       | 19 de mayo        | 16:00             |
| Libre:            | Deportivo Quevedo | Deportivo Quevedo | Deportivo Quevedo     | Deportivo Quevedo | Deportivo Quevedo |

| San Camilo | -                 | River FC          | No se programó    | No se programó    | No se programó    |
| Nápoli     | -                 | Deportivo Quevedo | No se programó    | No se programó    | No se programó    |
| Libre:     | Ciudad de Quevedo | Ciudad de Quevedo | Ciudad de Quevedo | Ciudad de Quevedo | Ciudad de Quevedo |

### Grupo C

#### Clasificación
| Pos. | Equipo              | Pts. | PJ | G | E | P | GF | GC | Dif. | Clasificación       |
| ---- | ------------------- | ---- | -- | - | - | - | -- | -- | ---- | ------------------- |
| 1    | Venecia             | 18   | 8  | 5 | 3 | 0 | 17 | 3  | +14  | Hexagonal final     |
| 2    | Río Babahoyo        | 17   | 8  | 5 | 2 | 1 | 23 | 3  | +20  | Hexagonal final     |
| 3    | Fiorentina          | 16   | 8  | 5 | 1 | 2 | 26 | 5  | +21  |                     |
| 4    | Vendaval Fluminense | 6    | 8  | 2 | 0 | 6 | 7  | 38 | −31  |                     |
| 5    | Independiente       | 0    | 8  | 0 | 0 | 8 | 0  | 24 | −24  | Perdió la categoría |

 Fuente: Aso Fútbol Los Ríos
Criterios de clasificación: 1) Puntos; 2) Diferencia de goles; 3) Goles marcados

#### Evolución de la clasificación
| Equipo / Jornada    | 01 | 02 | 03 | 04 | 05 | 06 | 07 | 08 | 09 | 10 |
| ------------------- | -- | -- | -- | -- | -- | -- | -- | -- | -- | -- |
| Venecia             | 3  | 3  | 2  | 1  | 2  | 3  | 2  | 1  | 2  | 1  |
| Río Babahoyo        | 1  | 2  | 1  | 2  | 1  | 1  | 3  | 2  | 3  | 2  |
| Fiorentina          | 2  | 1  | 3  | 3  | 3  | 2  | 1  | 3  | 1  | 3  |
| Vendaval Fluminense | 4  | 5  | 5  | 5  | 4  | 4  | 4  | 4  | 4  | 4  |
| Independiente       | 5  | 4  | 4  | 4  | 5  | 5  | 5  | 5  | 5  | 5  |

#### Resultados
| Fiorentina   | 0 - 0               | Venecia             | El Sol              | 7 de abril          | 15:00               |
| Río Babahoyo | 3 - 0               | Independiente       | Cancelado           | Cancelado           | Cancelado           |
| Libre:       | Vendaval Fluminense | Vendaval Fluminense | Vendaval Fluminense | Vendaval Fluminense | Vendaval Fluminense |

| Vendaval Fluminense | 0 - 5         | Fiorentina    | Rafael Vera Yépez | 13 de abril   | 16:00         |
| Venecia             | 0 - 0         | Río Babahoyo  | Rafael Vera Yépez | 14 de abril   | 15:00         |
| Libre:              | Independiente | Independiente | Independiente     | Independiente | Independiente |

| Río Babahoyo  | 8 - 0      | Vendaval Fluminense | Rafael Vera Yépez | 17 de abril | 16:00      |
| Independiente | 0 - 3      | Venecia             | Cancelado         | Cancelado   | Cancelado  |
| Libre:        | Fiorentina | Fiorentina          | Fiorentina        | Fiorentina  | Fiorentina |

| Vendaval Fluminense | 0 - 3        | Venecia       | Rafael Vera Yépez | 21 de abril  | 16:00        |
| Fiorentina          | 3 - 0        | Independiente | Cancelado         | Cancelado    | Cancelado    |
| Libre:              | Río Babahoyo | Río Babahoyo  | Río Babahoyo      | Río Babahoyo | Río Babahoyo |

| Río Babahoyo  | 1 - 0   | Fiorentina          | Rafael Vera Yépez | 28 de abril | 16:00     |
| Independiente | 0 - 3   | Vendaval Fluminense | Cancelado         | Cancelado   | Cancelado |
| Libre:        | Venecia | Venecia             | Venecia           | Venecia     | Venecia   |

| Fiorentina          | 2 - 1   | Río Babahoyo  | El Sol    | 5 de mayo | 15:00     |
| Vendaval Fluminense | 3 - 0   | Independiente | Cancelado | Cancelado | Cancelado |
| Libre:              | Venecia | Venecia       | Venecia   | Venecia   | Venecia   |

| Venecia       | 4 - 1        | Vendaval Fluminense | Rafael Vera Yépez | 11 de mayo   | 16:00        |
| Independiente | 0 - 3        | Fiorentina          | Cancelado         | Cancelado    | Cancelado    |
| Libre:        | Río Babahoyo | Río Babahoyo        | Río Babahoyo      | Río Babahoyo | Río Babahoyo |

| Vendaval Fluminense | 0 - 6      | Río Babahoyo  | Rafael Vera Yépez | 15 de mayo | 15:00      |
| Venecia             | 3 - 0      | Independiente | Cancelado         | Cancelado  | Cancelado  |
| Libre:              | Fiorentina | Fiorentina    | Fiorentina        | Fiorentina | Fiorentina |

| Fiorentina   | 12 - 0        | Vendaval Fluminense | El Sol            | 19 de mayo    | 15:00         |
| Río Babahoyo | 1 - 1         | Venecia             | Rafael Vera Yépez | 19 de mayo    | 16:00         |
| Libre:       | Independiente | Independiente       | Independiente     | Independiente | Independiente |

| Venecia       | 3 - 1               | Fiorentina          | Rafael Vera Yépez   | 26 de mayo          | 15:00               |
| Independiente | 0 - 3               | Río Babahoyo        | Cancelado           | Cancelado           | Cancelado           |
| Libre:        | Vendaval Fluminense | Vendaval Fluminense | Vendaval Fluminense | Vendaval Fluminense | Vendaval Fluminense |

## Hexagonal final

### Clasificación
| Pos. | Equipo            | Pts. | PJ | G | E | P | GF | GC | Dif. |  |
| ---- | ----------------- | ---- | -- | - | - | - | -- | -- | ---- |  |
| 1    | Venecia           | 26   | 10 | 8 | 2 | 0 | 31 | 7  | +24  |  |
| 2    | Deportivo Quevedo | 24   | 10 | 7 | 3 | 0 | 30 | 7  | +23  |  |
| 3    | Insutec           | 12   | 9  | 3 | 3 | 3 | 12 | 12 | 0    |  |
| 4    | Ciudad de Quevedo | 10   | 10 | 3 | 1 | 6 | 16 | 17 | −1   |  |
| 5    | Corinthians       | 9    | 10 | 2 | 3 | 5 | 19 | 18 | +1   |  |
| 6    | Río Babahoyo      | 0    | 9  | 0 | 0 | 9 | 6  | 53 | −47  |  |

 Fuente: Aso Fútbol Los Ríos
Criterios de clasificación: 1) Puntos; 2) Diferencia de goles; 3) Goles marcados
|  | Campeón y clasificado a los zonales de Segunda Categoría 2019.     |
|  | Vicecampeón y clasificado a los zonales de Segunda Categoría 2019. |

### Evolución de la clasificación
| Equipo / Jornada  | 01 | 02 | 03 | 04 | 05 | 06 | 07 | 08 | 09 | 10 |
| ----------------- | -- | -- | -- | -- | -- | -- | -- | -- | -- | -- |
| Venecia           | 2  | 1  | 1  | 1  | 1  | 1  | 1  | 1  | 1  | 1  |
| Deportivo Quevedo | 3  | 3  | 2  | 2  | 2  | 2  | 2  | 2  | 2  | 2  |
| Insutec           | 1  | 2  | 3  | 3  | 3  | 4  | 3  | 3  | 3  | 3  |
| Ciudad de Quevedo | 5  | 4  | 5  | 5  | 4  | 3  | 4  | 4  | 4  | 4  |
| Corinthians       | 4  | 5  | 4  | 4  | 5  | 5  | 5  | 5  | 5  | 5  |
| Río Babahoyo      | 6  | 6  | 6  | 6  | 6  | 6  | 6  | 6  | 6  | 6  |

### Resultados
| Río Babahoyo      | 0 - 4 | FC Insutec  | Rafael Vera Yépez     | 2 de junio | 15:00 |
| Ciudad de Quevedo | 0 - 2 | Venecia     | Municipal de Valencia | 2 de junio | 15:00 |
| Deportivo Quevedo | 2 - 1 | Corinthians | 7 de Octubre          | 2 de junio | 15:00 |

| FC Insutec  | 0 - 0 | Deportivo Quevedo | 7 de Octubre      | 8 de junio | 18:00 |
| Venecia     | 3 - 2 | Río Babahoyo      | Rafael Vera Yépez | 9 de junio | 15:00 |
| Corinthians | 1 - 2 | Ciudad de Quevedo | LDC de El Empalme | 9 de junio | 16:00 |

| FC Insutec        | 0 - 2 | Venecia           | 7 de Octubre          | 15 de junio | 15:30 |
| Río Babahoyo      | 0 - 3 | Corinthians       | Rafael Vera Yépez     | 15 de junio | 16:00 |
| Ciudad de Quevedo | 0 - 2 | Deportivo Quevedo | Municipal de Valencia | 15 de junio | 16:00 |

| Ciudad de Quevedo | 1 - 2 | FC Insutec   | Municipal de Valencia | 19 de junio | 16:00 |
| Deportivo Quevedo | 3 - 1 | Río Babahoyo | 7 de Octubre          | 19 de junio | 16:00 |
| Venecia           | 2 - 1 | Corinthians  | Rafael Vera Yépez     | 19 de junio | 16:00 |

| Río Babahoyo      | 1 - 5 | Ciudad de Quevedo | Rafael Vera Yépez | 22 de junio | 16:00 |
| Corinthians       | 1 - 1 | FC Insutec        | LDC de El Empalme | 22 de junio | 16:00 |
| Deportivo Quevedo | 1 - 1 | Venecia           | 7 de Octubre      | 22 de junio | 19:00 |

| Ciudad de Quevedo | 4 - 0 | Río Babahoyo      | Municipal de Valencia | 28 de junio | 15:00 |
| FC Insutec        | 2 - 2 | Corinthians       | 7 de Octubre          | 29 de junio | 16:00 |
| Venecia           | 1 - 1 | Deportivo Quevedo | Rafael Vera Yépez     | 29 de junio | 16:00 |

| FC Insutec   | 1 - 0  | Ciudad de Quevedo | 7 de Octubre      | 3 de julio | 16:00 |
| Río Babahoyo | 0 - 14 | Deportivo Quevedo | Rafael Vera Yépez | 3 de julio | 16:00 |
| Corinthians  | 0 - 2  | Venecia           | LDC de El Empalme | 3 de julio | 16:00 |

| Corinthians       | 7 - 2 | Río Babahoyo      | LDC de El Empalme | 6 de julio | 16:00 |
| Venecia           | 4 - 1 | FC Insutec        | Rafael Vera Yépez | 7 de julio | 15:00 |
| Deportivo Quevedo | 2 - 1 | Ciudad de Quevedo | 7 de Octubre      | 7 de julio | 13:00 |

| Deportivo Quevedo | 2 - 1  | FC Insutec  | 7 de Octubre         | 13 de julio | 15:00 |
| Río Babahoyo      | 0 - 10 | Venecia     | Rafael Vera Yépez    | 13 de julio | 15:00 |
| Ciudad de Quevedo | 2 - 2  | Corinthians | Municipal de Mocache | 13 de julio | 15:00 |

| Venecia (C) | 4 - 1 | Ciudad de Quevedo | Rafael Vera Yépez | 20 de julio    | 15:00          |
| Corinthians | 1 - 3 | Deportivo Quevedo | LDC de El Empalme | 20 de julio    | 15:00          |
| FC Insutec  | -     | Río Babahoyo      | No se programó    | No se programó | No se programó |

### Campeón
| |
| Club Sport Venecia 7.° título Clasifica a los zonales de la Segunda Categoría 2019 y a la Copa Ecuador 2020. - También clasifica Club Deportivo Quevedo como vicecampeón. |